# Tweede Kamerverkiezingen in het kiesdistrict Apeldoorn

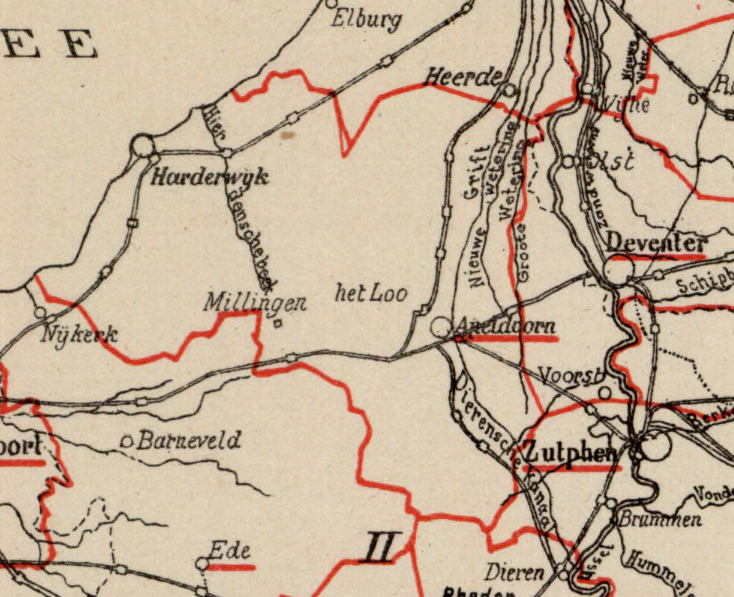
Kiesdistrict Apeldoorn (1888)

Tweede Kamerverkiezingen in het kiesdistrict Apeldoorn (1888-1918) geeft een overzicht van verkiezingen voor de Nederlandse Tweede Kamer in het kiesdistrict Apeldoorn in de periode 1888-1918.
Het kiesdistrict Apeldoorn werd ingesteld na de grondwetsherziening van 1887. Tot het kiesdistrict behoorden de volgende gemeenten: Apeldoorn, Epe, Ermelo, Harderwijk en Putten.
Het kiesdistrict Apeldoorn vaardigde in dit tijdvak per zittingsperiode één lid af naar de Tweede Kamer.
Legenda
- cursief: in de eerste verkiezingsronde geëindigd op de eerste of tweede plaats, en geplaatst voor de tweede ronde;
- vet: gekozen als lid van de Tweede Kamer.

## 6 maart 1888
De verkiezingen werden gehouden na vervroegde ontbinding van de Tweede Kamer.
|                           | 6 maart |
| ------------------------- | ------- |
| Kiesgerechtigden          | 2.920   |
| Opkomst                   | 2.482   |
| Geldige stemmen           | 2.473   |
| Blanco stemmen            | 5       |
| Kandidaten                |         |
| W.K.F.P. van Bylandt      | 1.525   |
| J.D. van de Velde         | 799     |
| O.J.H. van Limburg Stirum | 127     |

## 9 juni 1891
De verkiezingen werden gehouden na ontbinding van de Tweede Kamer.
|                      | 9 juni |
| -------------------- | ------ |
| Kiesgerechtigden     | 3.007  |
| Opkomst              | 2.322  |
| Geldige stemmen      | 2.303  |
| Blanco stemmen       | 12     |
| Kandidaten           |        |
| W.K.F.P. van Bylandt | 1.270  |
| H.P. de Kanter       | 1.022  |

## 10 april 1894
De verkiezingen werden gehouden na ontbinding van de Tweede Kamer.
|                      | 10 april | 24 april |
| -------------------- | -------- | -------- |
| Kiesgerechtigden     | 2.958    | 2.958    |
| Opkomst              | 1.949    | 2.335    |
| Geldige stemmen      | 1.938    | 2.327    |
| Blanco stemmen       | 10       | 6        |
| Kandidaten           |          |          |
| W.K.F.P. van Bylandt | 900      | 1.356    |
| G.W. Mollerus        | 676      | 971      |
| M.J. Chevallier      | 352      |          |

## 15 juni 1897
De verkiezingen werden gehouden na ontbinding van de Tweede Kamer.
|                               | 15 juni |
| ----------------------------- | ------- |
| Kiesgerechtigden              | 6.693   |
| Opkomst                       | 4.946   |
| Geldige stemmen               | 4.859   |
| Blanco stemmen                | 87      |
| Kandidaten                    |         |
| W.K.F.P. van Bylandt          | 2.455   |
| H.C. van der Houven van Oordt | 2.164   |
| J.G. van Kuykhof              | 240     |

## 14 juni 1901
De verkiezingen werden gehouden na ontbinding van de Tweede Kamer.
|                      | 14 juni |
| -------------------- | ------- |
| Kiesgerechtigden     | 7.192   |
| Opkomst              | 5.133   |
| Geldige stemmen      | 5.084   |
| Blanco stemmen       | 49      |
| Kandidaten           |         |
| W.K.F.P. van Bylandt | 3.013   |
| H.P. de Kanter       | 2.071   |

## 16 juni 1905
De verkiezingen werden gehouden na ontbinding van de Tweede Kamer.
|                               | 16 juni |
| ----------------------------- | ------- |
| Kiesgerechtigden              | 8.869   |
| Opkomst                       | 7.611   |
| Geldige stemmen               | 7.522   |
| Blanco stemmen                | 89      |
| Kandidaten                    |         |
| W.K.F.P. van Bylandt          | 4.147   |
| R.A.P. Sandberg tot Essenburg | 2.994   |
| P.J. Troelstra                | 381     |

## 11 juni 1909
De verkiezingen werden gehouden na ontbinding van de Tweede Kamer.
|                      | 11 juni |
| -------------------- | ------- |
| Kiesgerechtigden     | 9.745   |
| Opkomst              | 7.223   |
| Geldige stemmen      | 7.151   |
| Blanco stemmen       | 72      |
| Kandidaten           |         |
| W.K.F.P. van Bylandt | 4.397   |
| J. Esmeijer          | 2.458   |
| J.A.H. van den Brink | 296     |

## 17 juni 1913
De verkiezingen werden gehouden na ontbinding van de Tweede Kamer.
|                      | 17 juni | 25 juni |
| -------------------- | ------- | ------- |
| Kiesgerechtigden     | 10.830  | 10.830  |
| Opkomst              | 8.811   | 10.157  |
| Geldige stemmen      | 8.493   | 10.102  |
| Blanco stemmen       | 318     | 55      |
| Kandidaten           |         |         |
| W.K.F.P. van Bylandt | 4.172   | 5.095   |
| J. Esmeijer          | 3.155   | 5.007   |
| A. Dijkgraaf         | 636     |         |
| P.J. Muller          | 530     |         |

## 29 februari 1916
Frederik van Bylandt, gekozen bij de verkiezingen van 17 en 25 juni 1913, trad op 27 januari 1916 af om gezondheidsredenen. Om in de ontstane vacature te voorzien werd een tussentijdse verkiezing gehouden.
|                       | 29 februari |
| --------------------- | ----------- |
| Kiesgerechtigden      | 12.078      |
| Opkomst               | 10.413      |
| Geldige stemmen       | 10.296      |
| Blanco stemmen        | 117         |
| Kandidaten            |             |
| J.R. Snoeck Henkemans | 5.737       |
| J. Esmeijer           | 4.005       |
| K. van Trigt          | 554         |

## 15 juni 1917
De verkiezingen werden gehouden na ontbinding van de Tweede Kamer.
|                       | 15 juni |
| --------------------- | ------- |
| Kiesgerechtigden      | 13.064  |
| Opkomst               | 6.247   |
| Geldige stemmen       | 6.182   |
| Blanco stemmen        | 65      |
| Kandidaten            |         |
| J.R. Snoeck Henkemans | 4.695   |
| P.T. Hugenholtz       | 1.487   |

## Opheffing
De verkiezing van 1917 was de laatste verkiezing voor het kiesdistrict Apeldoorn. In 1918 werd voor verkiezingen voor de Tweede Kamer overgegaan op een systeem van evenredige vertegenwoordiging met kandidatenlijsten van politieke partijen.